# Олимпийский комитет Саудовской Аравии
Олимпийский комитет Саудовской Аравии (араб. اللجنة الأولمبية العربية السعودية‎) — организация, представляющая Саудовскую Аравию в международном олимпийском движении. Основан в 1964 году; зарегистрирован в МОК в 1965 году.
Штаб-квартира расположена в Эр-Рияде. Является членом Международного олимпийского комитета, Олимпийского совета Азии и других международных спортивных организаций. Осуществляет деятельность по развитию спорта в Саудовской Аравии.